# Instinct (film)
Pour les articles homonymes, voir Instinct (homonymie).
Pour plus de détails, voir Fiche technique et Distribution.
Instinct est un film américain réalisé par Jon Turteltaub, sorti en 1999.
Ce film est largement inspiré par une trilogie romanesque de l'auteur américain Daniel Quinn, composée de Ishmael, The Story of B, et Professeur cherche élève ayant désir de sauver le monde.

## Synopsis
Ethan Powell est un primatologue exilé au Ouganda pour une étude sur un groupe de gorilles des montagnes. En Afrique de l'Est, il se retrouve prisonnier, pour le meurtre de deux officiers rwandais. Lors de son transfert dans une prison fédérale des États-Unis, à son arrivée à l'aéroport, il agresse deux officiers de police chargés de le surveiller.
Asocial, violent et enfermé dans un mutisme profond, le primatologue est alors séquestré dans une prison de haute sécurité, parmi les malades mentaux.
Un jeune psychiatre, talentueux et ambitieux, le Dr Theo Caulder, mène alors des recherches sur Ethan Powell et découvre que ce dernier a vécu deux ans au milieu des gorilles. Y voyant l'occasion de stimuler sa carrière, Caulder obtient l'autorisation de se charger de l'expertise psychiatrique du primatologue.
Cependant, au cours des entretiens, une relation s'installe entre les deux hommes, et une initiation commence pour le jeune docteur Caulder, ce qui va changer sa vie.

## Fiche technique
Sauf indication contraire, les informations mentionnées dans cette section peuvent être confirmées par les bases de données cinématographiques IMDb et Allociné,  présentes dans la section « Liens externes ».
- Titre original : Instinct
- Réalisation : Jon Turteltaub
- Scénario : Gerald Di Pego, d'après Ishmael de Daniel Quinn
- Musique : Danny Elfman
- Direction artistique : Chris Cornwell
- Décors : Garreth Stover
- Costumes : Jill M. Ohanneson
- Photographie : Philippe Rousselot
- Son : Kelly Cabral, Mel Metcalfe, Terry Porter, Wylie Stateman, Dean A. Zupancic
- Montage : Richard Francis-Bruce
- Production : Barbara Boyle et Michael Taylor
  - Production déléguée : Gail Katz et Wolfgang Petersen
  - Coproduction : Brian Doubleday, Richard Lerner et Christina Steinberg
- Sociétés de production : Spyglass Entertainment, présenté par Touchstone Pictures
- Sociétés de distribution : Buena Vista Pictures Distribution (États-Unis) ; Gaumont Buena Vista International (France)
- Budget : 55 millions de $[2] ; 80 millions de $[3]
- Pays de production :  États-Unis
- Langue originale : anglais
- Format : couleur (Technicolor) — 35 mm — 2,35:1 (Panavision) — son Dolby Digital / SDDS / DTS
- Genre : thriller, drame, aventure
- Durée : 126 minutes
- Dates de sortie[4] :
  - États-Unis, Québec : 4 juin 1999[5]
  - France, Belgique, Suisse romande : 21 juillet 1999[6],[7],[8]
- Classification :
  - États-Unis : les enfants de moins de 17 ans doivent être accompagnés d'un adulte (R – Restricted)[N 1]
  - France : tous publics[9]
  - Belgique : tous publics (Alle Leeftijden)[7]
  - Suisse romande : interdit aux moins de 12 ans[10]

## Distribution
Légende : VF : Voix françaises, VQ : Voix québécoises
- Anthony Hopkins (VF : Jean-Pierre Moulin, VQ : Vincent Davy) : Ethan Powell
- Cuba Gooding Jr. (VF : Bruno Dubernat, VQ : Pierre Auger) : Theo Caulder
- Donald Sutherland (VF : Jean-Pierre Cassel, VQ : Daniel Roussel) : Ben Hillard
- Maura Tierney (VF : Pascale Vital, VQ : Nathalie Coupal) : Lynn Powell
- George Dzundza (VF : Michel Vocoret, VQ : Raymond Bouchard) : Dr John Murray
- John Ashton (VF : Marc Alfos) : Dacks, un garde
- John Aylward (VF : Raoul Delfosse, VQ : Marc Bellier) : Warden Keefer
- Thomas Q. Morris (VF : Patrice Dozier) : Pete
- Doug Spinuzza : Nicko
- Paul Bates (VF : Jean-Jacques Nervest) : Bluto
- Rex Linn : Alan, un garde
- Ivonne Coll : Dr Marzuez
- Tory Kittles : un prisonnier

## Production

### Tournage
Le tournage a lieu en Ouganda (forêt impénétrable de Bwindi), en Jamaïque, en Floride (Orlando, université de St. Leo) et à Los Angeles (Barwick Studios).

## Distinctions

### Récompense
- Genesis Awards 2000 : meilleur long métrage

### Nominations
- The Stinkers Bad Movie Awards 1999 : pire acteur pour Cuba Gooding Jr.
- Csapnivaló Awards 2000 : pire film

## Éditions en vidéo
- En France, le film Instinct est sorti en DVD le 26 avril 2000[15], puis ressorti en DVD édition spéciale le 19 mars 2003[16].
- Au Québec, le film est sorti en DVD le 16 novembre 1999[5].